# إسقاط جوي (عملات مشفرة)
الإنزال الجويُّ أو الإسقاط الجويُّ (بالإنجليزية: Airdrop)‏ هو توزيع عملة مشفرة عادةً مجانًا، إلى العديد من عناوين المحافظ الإلكترونية. يستخدم الإنزال الجويّ كطريقة لجذب الانتباه وكسب متابعين جدد (مشترين للعملة)، مما يؤدي إلى قاعدة مستخدمين أكبر وتوزيع أكبر للقطع النقدية.

## نبذةٌ
يهدف الإنزال الجويّ إلى الاستفادة من تأثير الشبكة من خلال إشراك حاملي عملة معينة (مشفرة قائمة على تقنية سلسلة الكتل) مثل بيتكوين أو إيثريوم في عملاتهم أو مشاربعهم.
في الولايات المتحدة، أثارت هذه الممارسة قضايا بشأن الالتزام الضريبي (أو المسؤولية الضريبية) وما إذا كانت ترقى إلى الدخل أو المكاسب الرأسمالية.